# Julus caesar
Julus caesar är en mångfotingart som beskrevs av Karsch 1881. Julus caesar ingår i släktet Julus och familjen kejsardubbelfotingar. Inga underarter finns listade i Catalogue of Life.